# Serhiy Melnytjuk
Serhiy Melnytjuk (ukrainska: Сергій Петрович Мельничук), född 26 januari 1972 i Vinnitsa, Ukrainska SSR, Sovjetunionen, är en ukrainsk paramilitär och chef för Aidarbataljonen. Han är även ledamot i det ukrainska parlamentet där han representerar Radikala partiet sedan valet 2014.